# Sliwowica
Sliwowica (bułg. Сливовица) – wieś w Bułgarii, w obwodzie Wielkie Tyrnowo, w gminie Złatarica. W 2024 roku liczyła 91 mieszkańców.